# حلقه استخوانی

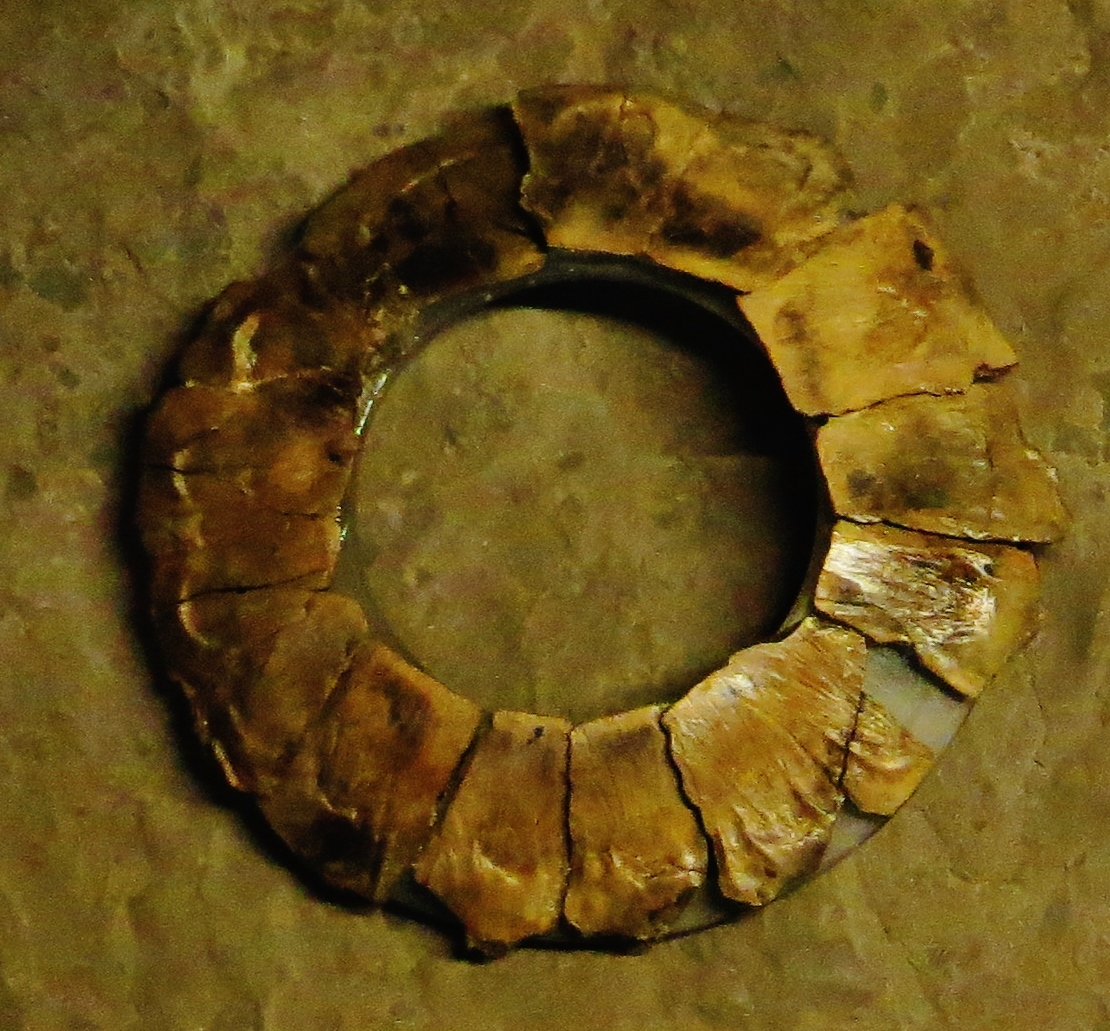
حلقه استخوانی چشم تقریباً کامل ایکتیوسور افتالموسور

حلقه استخوانی یا حلقه استخوانی چشم (به انگلیسی: Scleral Ring, Sclerotic Ring) حلقه‌های استخوانی هستند که در چشم بسیاری از جانوران در چندین گروه از مهره‌داران، به جز پستانداران و تمساح‌های موجود یافت می‌شوند. آنها می‌توانند از استخوان‌های یک‌تکه یا چندتکه درست شده باشند و نام خود را از صلبیه گرفته‌اند. باور بر این است که آنها در حمایت از چشم، به ویژه در جانورانی که چشمانشان کروی نیست، یا زیر آب زندگی می‌کنند، نقش دارند. حلقه‌های استخوانی چشم فسیلی برای انواع جانوران منقرض شده از جمله ماهی‌خزنده‌سانان، خزنده‌بال‌سانان و دایناسورها شناخته شده‌اند، اما اغلب حفظ نمی‌شوند.

## نگارخانه

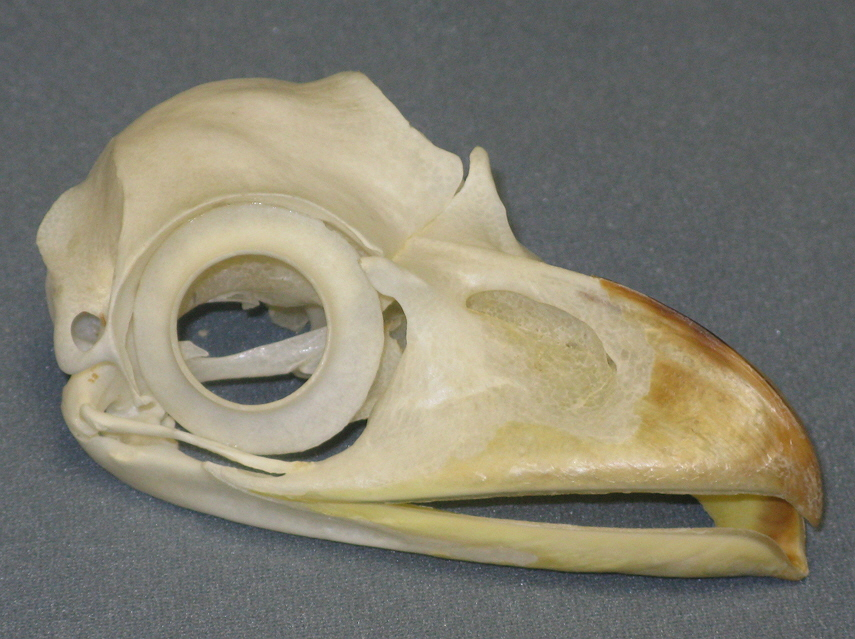
جمجمه‌ای از دهان‌قورباغه‌ای خاکی موجود که حلقه‌های استخوانی بزرگ را نشان می‌دهد.
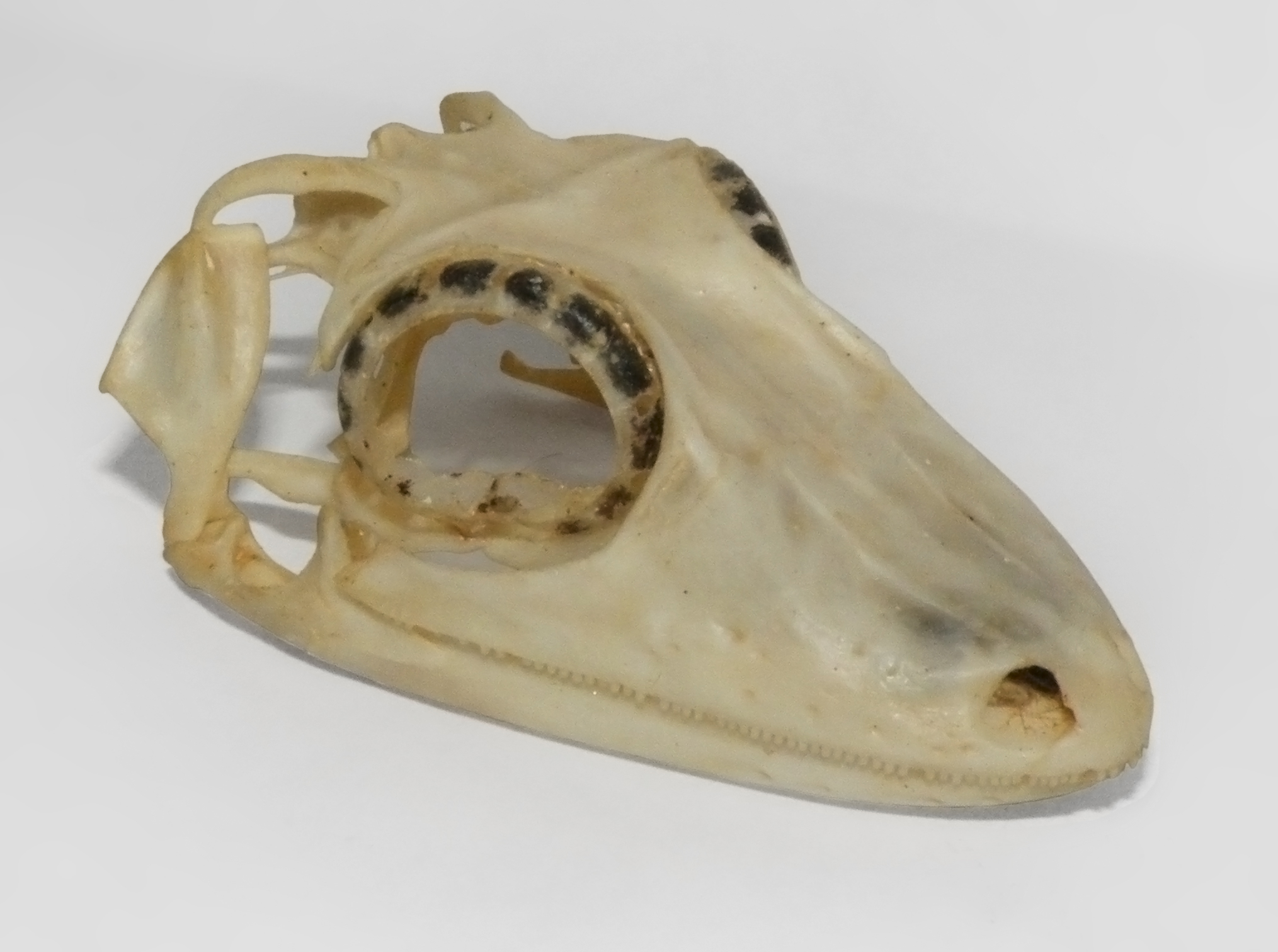
جمجمه یک گکوی دم‌برگی شیطانی موجود که حلقه‌های استخوانی بزرگ را نشان می‌دهد.
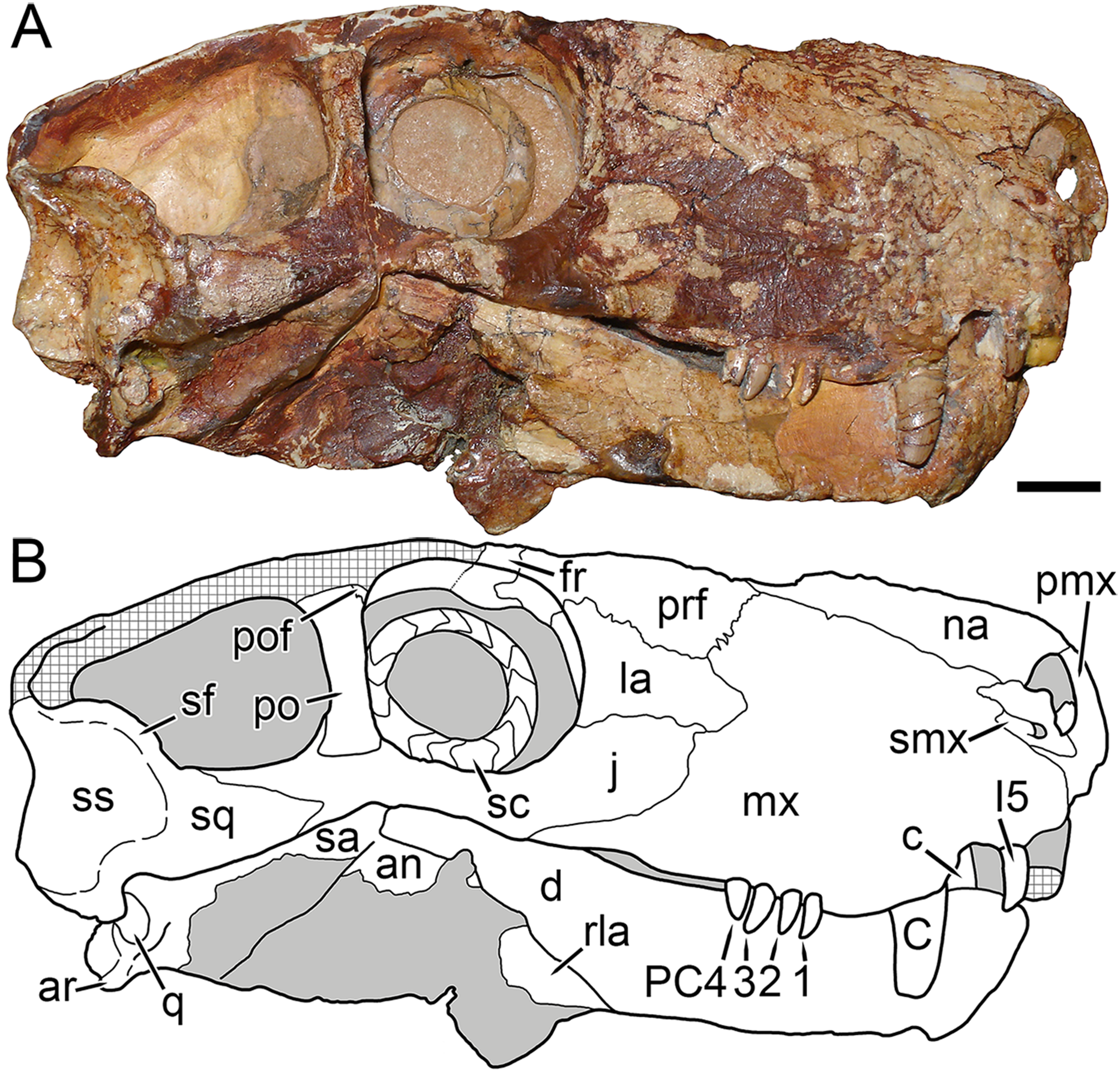
جمجمه و حلقه استخوانی زشت‌سیمایان Viatkogorgon.
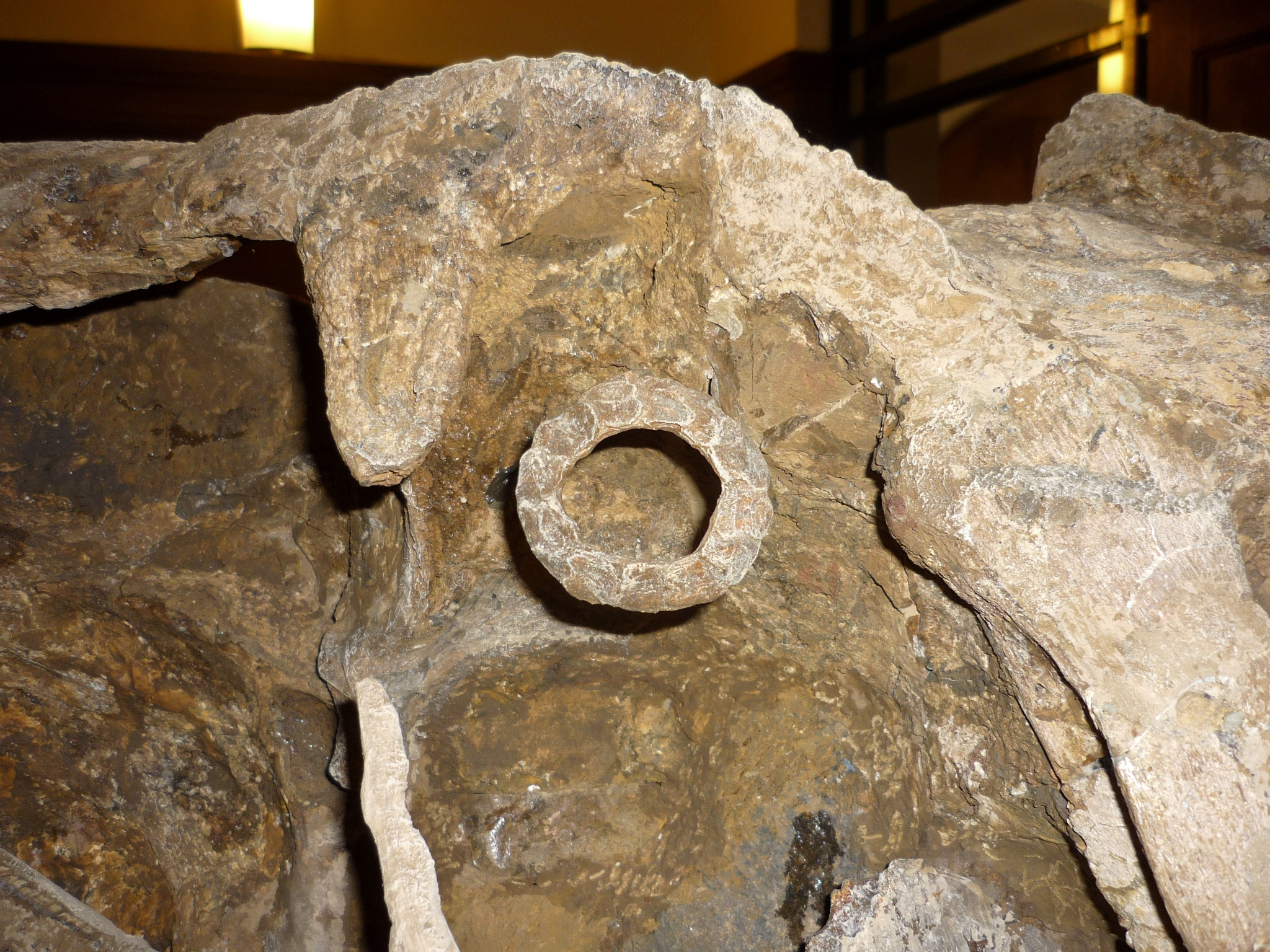
حلقه استخوانی از اردک‌منقاران پیشاخزنده‌تاج.